# Симон (Романчук)
Симо́н Романчу́к (світське: Шимон Романчук, польск. Szymon Romańczuk, *12 серпня 1936 Гущевіна, Підляшшя - 28 червня 2017, Лодзь) — єпископ Православної церкви Польщі, з 1981 - єпископ Лодзької і Познанської єпархії (з 1993 зведений у сан архієпископа).

## Біографія
З 1955 по 1960 вивчав філологію у Мінську. З 1965 по 1969 навчався в Християнській богословській академії у Варшаві.
1 лютого 1970 призначений керівником канцелярії митрополита Варшавського і всієї Польщі.
11 лютого 1970 пострижений в чернецтво, а 15 лютого - висвячений у сан ієродиякона. 22 лютого - висвячений у сан ієромонаха.
З 21 вересня 1970 по 1973 рік працював на посаді інспектора в гімназії у Варшаві.
У 1971 році обійняв посаду голови Комісії у справах видавництв і Преси при Раді Митрополитів, а також її секретаря.
З 1971 - як представник Православної церкви Польщі або член її делегації брав участь у безлічі богословських конференцій і міжцерковних зустрічах.
1973 піднесений до рангу ігумена.
1979 захистив докторську дисертацію.
1979 отримав титул почесного члена Православної Богословської Академії Криту.
25 листопада 1979 - зведений у сан архімандрита.

## Архієрейство
26 листопада 1979 року в соборі Марії-Магдалини (Варшава) висвячений на єпископа Люблінського, вікарія Варшавської митрополії. Чин хіротонії звершили митрополит Василь Дорошкевич, архієпископ Ніканор Неслуховський, архієпископ Олексій Ярошук, єпископ Савва (Грицуняк).
З 1980 по 1983 рік - Голова Відділу зовнішніх церковних зв'язків Православної церкви Польщі.
18 серпня 1981 року призначений керівником Лодзінської і Познанської єпархій.
8 червня 1993 року возведений в сан архієпископа.
18 квітня 2010 року брав участь в церемонії похорону Леха і Марії Качинських.
У липні 2013 року брав участь в урочистостях 1025-річчя Хрещення Русі. 
Помер 28 червня 2017 року після хвороби.